# Jęzornik ryjówkowaty
Jęzornik ryjówkowaty (Glossophaga soricina) – gatunek ssaka z podrodziny jęzorników (Glossophaginae) w obrębie rodziny liścionosowatych (Phyllostomidae).

## Taksonomia
Gatunek po raz pierwszy zgodnie z zasadami nazewnictwa binominalnego nazwał w 1766 roku niemiecki przyrodnik Peter Simon Pallas nadając mu nazwę Vespertilio soricinus. Holotyp pochodził z Surinamu.
Niektórzy autorzy proponowali wyróżnienie podgatunku valens do rangi gatunku lecz nie zaproponowano oceny systematycznej. Autorzy Illustrated Checklist of the Mammals of the World rozpoznają pięć podgatunków. Podstawowe dane taksonomiczne podgatunków (oprócz nominatywnego) przedstawia poniższa tabelka:
| Podgatunek       | Oryginalna nazwa                | Autor i rok opisu          | Miejsce typowe                                      |
| ---------------- | ------------------------------- | -------------------------- | --------------------------------------------------- |
| G. s. antillarum | Glossophaga soricina antillarum | Rehn, 1902                 | Port Antonio, Jamajka.                              |
| G. s. handleyi   | Glossophaga soricina handleyi   | Webster & J.K. Jones, 1980 | Tereny Colegio Peninsular, Mérida, Jukatan, Meksyk. |
| G. s. mutica     | Glossophaga mutica              | Merriam, 1898              | Wyspa María Madre, Islas Marías, Nayarit, Meksyk.   |
| G. s. valens     | Glossophaga soricina valens     | G.S. Miller, 1913          | Balsas, Region Amazonas, Peru.                      |

### Etymologia
- Glossophaga: gr. γλωσσα glōssa „język”; -φαγος -phagos „-jedzący”, od φαγειν phagein „jeść”[19].
- soricina: łac. soricinus „ryjówkowaty”, od sorex, soricis „ryjówka”, od gr. |ὑραξ hurax, ὑρακος hurakos „ryjówka”[20].
- antillarum: nowołac. Antillarum lub Antillensis „z Antyli”[21].
- handleyi: Charles O. Handley Jr. (1924–2000), amerykański teriolog[22][23].
- mutica: łac. muticus „obcięty, skrócony”, od mutilus „okaleczony”, od mutilare „odciąć”[24].
- valens: łac. valens, valentis „potężny, silny”, od0 valere „być slinym”[25].

## Zasięg występowania
Jęzornik ryjówkowaty występuje w Ameryce zamieszkując w zależności od podgatunku:
- G. soricina soricina – Ameryka Południowa na wschód od Andów na południe do Boliwii, Paragwaj, południowa Brazylia i północna Argentyna; także wyspy Margarita i Trynidad.
- G. soricina antillarum – Jamajka.
- G. soricina handleyi – niziny zachodniego i wschodniego Meksyku przez Amerykę Środkową do północno-zachodniej Ameryki Południowej (północno-zachodnia Kolumbia).
- G. soricina mutica – Islas Marías u wybrzeży Oceanu Spokojnego w Meksyku.
- G. soricina valens – Ameryka Południowa na zachód od Andów w zachodnim Ekwadorze i zachodnim Peru.

## Morfologia
Długość ciała (bez ogona) 45–59 mm, długość ogona 5–12 mm, długość ucha 9–15 mm, długość tylnej stopy 7–11 mm, długość przedramienia 32–38 mm; masa ciała 7–12 g. 

## Ekologia

### Tryb życia
Jęzornik ryjówkowaty Występuje w suchych lasach. Może, podobnie jak kolibry, zawisnąć w powietrzu przez jakiś czas, by językiem wydobyć z kwiatu nektar i pyłek. Ziarenka pyłku przyczepiają się do włosków na jego ciele.

### Rozmnażanie
W lecie samice tworzą specjalne kolonie rozrodcze. Na stałe powracają dopiero po urodzeniu młodych (zazwyczaj 1 lub 2).